# Teufen (Adelsgeschlecht)
Die Freiherren von Teufen (auch Tüfen, Tuffin, Tuffen, Tufen, Tiuffen, Tiefenstein, Tiufinstein), waren ein Freiherrengeschlecht mit Besitzungen in der Nordschweiz und im süddeutschen Raum. Das Geschlecht erlosch am Anfang des 14. Jahrhunderts im Mannesstamm. Bekanntestes Familienmitglied war der Minnesänger Wernher von Teuffen.

## Geschichte
Die erste urkundliche Erwähnung des Geschlechts geht auf einen Hugo von Tüfen am Irchel im Jahre 1140 zurück. In einer Urkunde König Konrads III. aus dem Jahre 1144 gehörte Hugo von Tuffen zu den Zeugen eines Vergleichs zwischen dem Kloster Einsiedeln und Schwyz.
Es ist nicht bekannt, wo sich der ursprüngliche Wohnsitz der Teufener befand. Es ist aber gesichert, dass sie mit den Herren von Tiefenstein im Südschwarzwald eng verwandt waren. Die namensgebende Burg dürfte Altenteufen auf dem Guggisbuck⊙ oberhalb von Teufen im Kanton Zürich gewesen sein. Die Burg stand auf einem Hügelsporn an der Westseite des Irchels.
Um 1270 scheint sich das Geschlecht in zwei Linien geteilt zu haben. Die jüngere Linie könnte aus Tiefenstein⊙ im Albgau (Südschwarzwald) stammen, den der erste Nachweis erfolgte nach der Zerstörung der Burg Tiefenstein 1272 durch Rudolf von Habsburg, ausserdem wurde für Hohen Teufen anfänglich das gleiche Wappen wie für Tiefenstein verwendet. Hohenteufen⊙ lag am hinteren Irchel unterhalb der Hörnli genannten nordwestlichen Ecke des Hochplateaus auf dem Irchel. Die Burg wurde 1338 von den Zürchern zerstört. Das Geschlecht erlosch um 1360.
Die drei als Stammsitz des Geschlechtes dienenden Burgen sind heute im Wesentlichen verschwunden. Lediglich von Burg Tiefenstein im Albgau finden sich, verborgen im Wald, noch kleine Mauerreste.

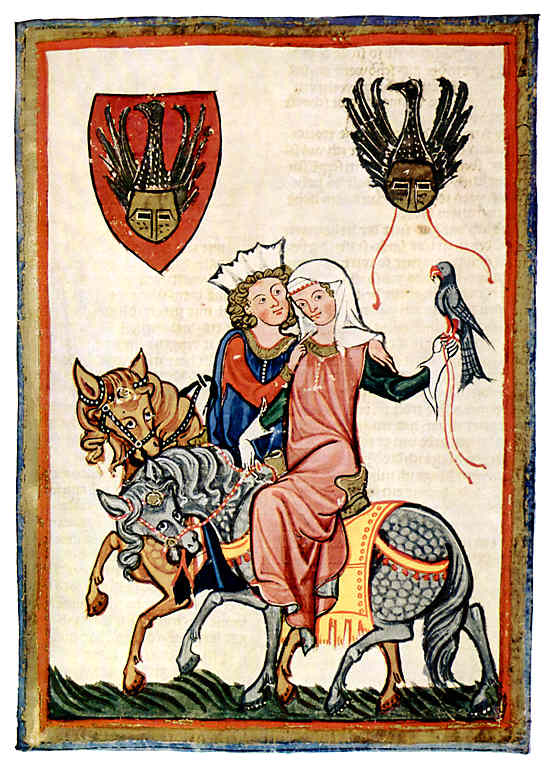
Werner von Teufen – manessische Liederhandschrift um 1320

## Wappen
Drei heraldische Motive werden als Wappen verwendet. Die Zuordnung zu den einzelnen Geschlechtern ist nicht eindeutig.

### Helm mit Vogel
Nach dem Historisch-Biographischen Lexikon der Schweiz zeigt das Wappen der Herren von Altenteufen auf einem roten Schild einen Topfhelm, der als Helmzier eine wachsende silberne Gans trägt, die ihre Flügel angriffsbereit ausbreitet. Im Codex Manesse wird in der Darstellung von Werner von Teufen der Helm auf dem Wappen in Gold dargestellt. Das Silber auf dem Bild ist oxidiert, sodass es auf der Reproduktion schwarz erscheint.

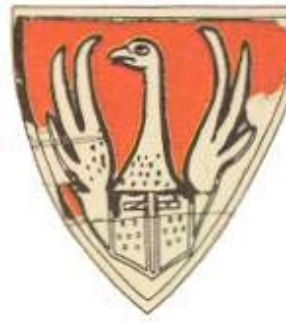
Wappen Altteufen auf dem Wappenfries im Haus zum Loch in Zürich
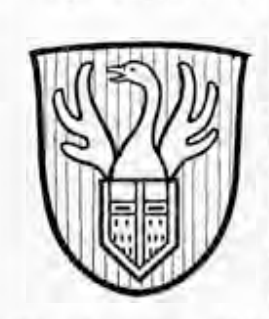
Historisch-Biographisches Lexikon der Schweiz

### Schild mit Raubtier
Das Wappen von Tiefenstein zeigt in Silber einen roten Leoparden, als Helmzier eine wachsende, angriffsbereite, silbernen Gans mit ausgebreiteten Flügeln. Nach dem liber originum des Abtes Caspar von St. Blasien, S. 207, zeigt den Schild in entgegengesetzten Farben.
Dieses Wappen wird in der 9. Auflage des Wappenbuchs von Johann Siebmacher auch für Hohenteufen angegeben.

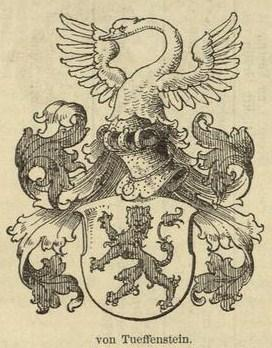
Wappen von Tiefenstein (Oberbadisches Geschlechterbuch)
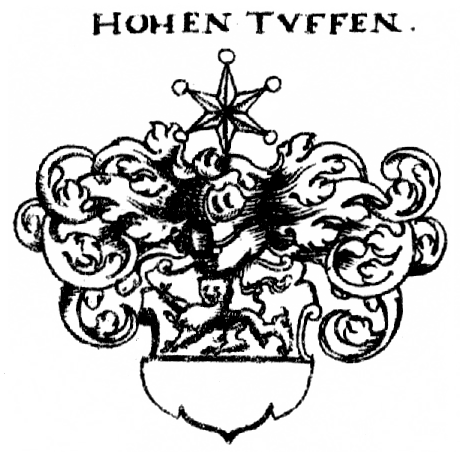
Hohen Tuffen von Siebmacher
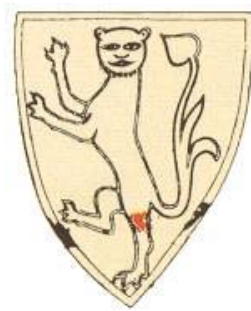
Hohenteufen (Wappenfries Haus zum Loch, Zürich)
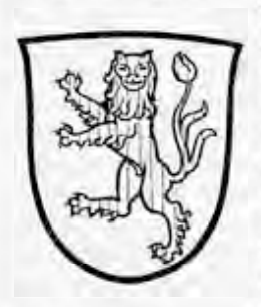
Hohenteufen (Historisch-Biographisches Lexikon der Schweiz)

### Silberner Vogel
Das Wappen der Freiherren von Hohenteufen zeigt eine silberne Gans im roten Schild und als Helmzier die Gans auf einem roten Kissen. Die Gans zeigt einen Zusammenhang mit dem Wappen von Altenteufen, wie dessen Löwe mit dem von Niederteufen, wo der silberne Löwe im roten Feld nur im geteilten, unten blauen Schild steht, und der Helmschmuck ein roter Stern mit sechs silbernen Spitzen ist.

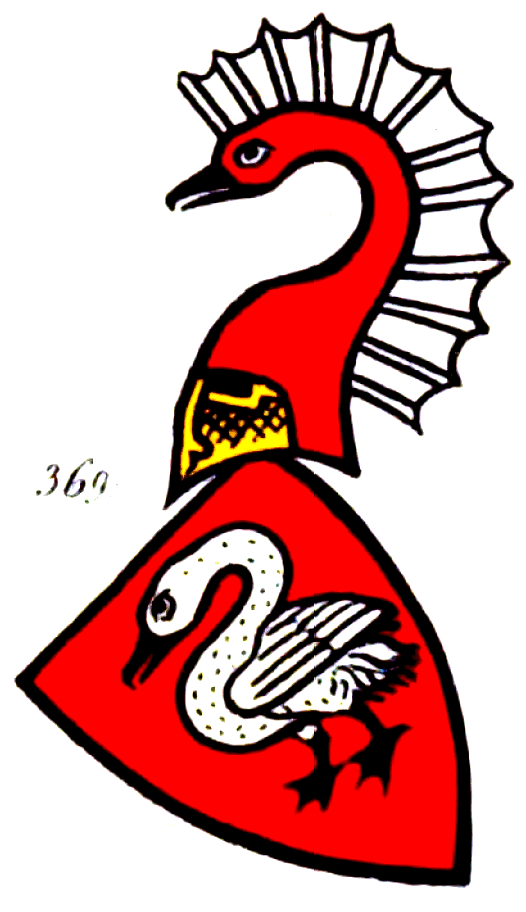
Teuffen in der Zürcher Wappenrolle (Rekonstruktion Runge)
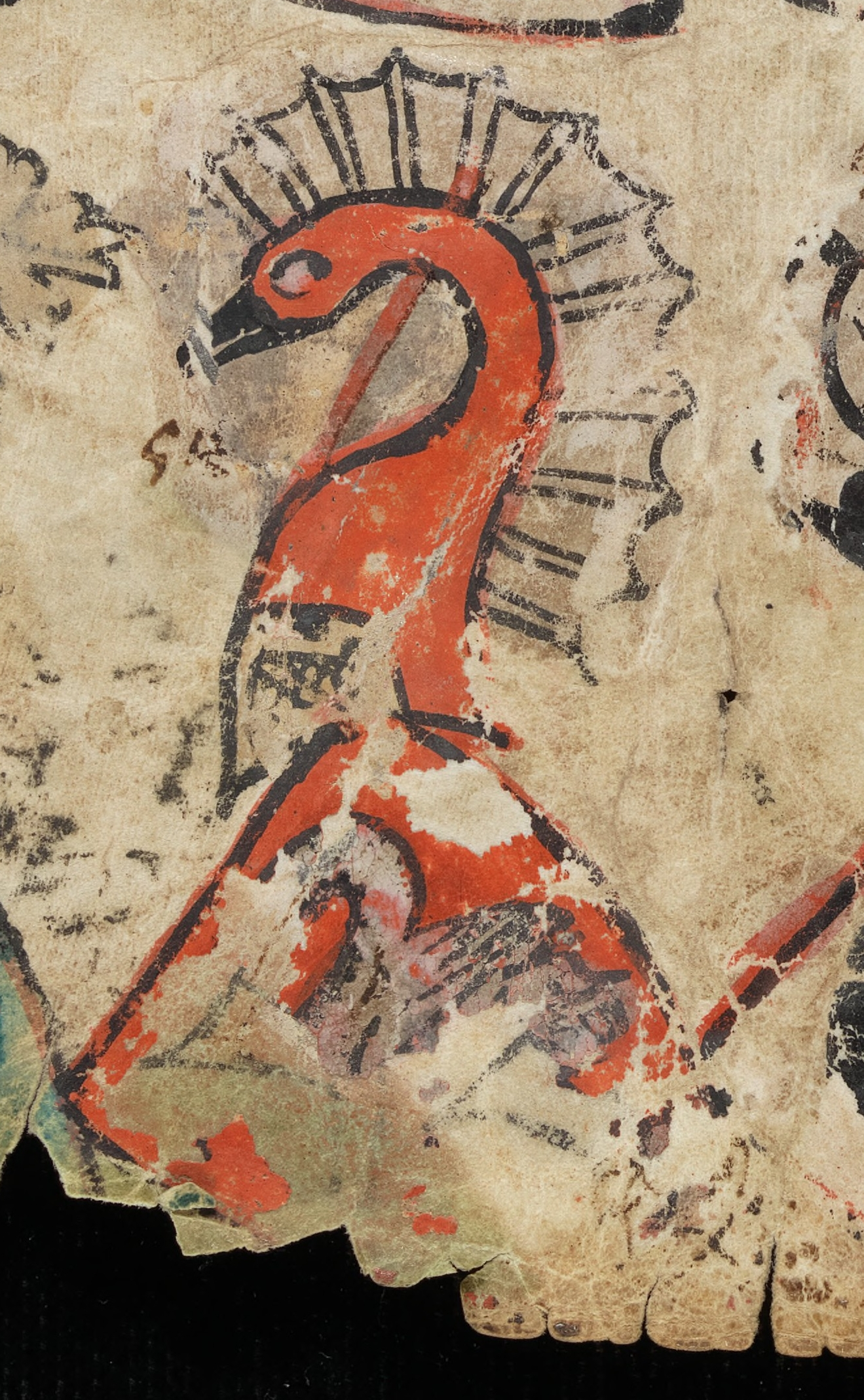
Zürcher Wappenrolle